# Tengelic
Tengelic (dt.: Dengelitz) ist eine Gemeinde im südlichen Ungarn. Sie liegt etwa 120 km südlich der Hauptstadt Budapest im Komitat Tolna und gehört zum Kleingebiet Szekszárd.

## Geschichte
Die ersten urkundlichen Erwähnungen gehen auf das Jahr 1304 zurück. Im 18. Jahrhundert erwarb die Familie Csapó die Grundrechte.

## Umgebung
Größere Orte in der Umgebung sind Paks, Szekszárd und Tolna. Zur Donau sind es nur wenige Kilometer.

## Verkehr
Tengelic liegt an der Bahnstrecke Sárbogárd – Bátaszék.
Seit 31. März  2010 ist Tengelic über die M6 erreichbar (Ausfahrt Tengelic Dunaszentgyörgy).

## Freizeit
Seit 2005 verfügt Tengelic über ein Thermal-Hallenbad.

## Sehenswürdigkeiten
In der Umgebung von Tengelic kann man eine Reihe von Schlössern bewundern.